# Таз (анатомия)
Таз (лат. pelvis) — расположенная в основании позвоночника часть скелета человека (и других позвоночных), обеспечивающая прикрепление к туловищу нижних конечностей, а также являющаяся опорой и костным вместилищем для ряда жизненно важных органов.
В статье рассматривается таз человека.

## Кости таза

Кости таза выделены красным

Основу таза образуют две тазовые кости, крестец и копчик, соединённые суставами пояса нижних конечностей в костное кольцо, внутри которого образуется полость, заключающая внутренние органы. До возраста 16—18 лет кости (подвздошная, лобковая и седалищная) соединены хрящами. Впоследствии происходит окостенение, и указанные кости срастаются между собой, образуя тазовую кость. Также при сращении этих костей образуется вертлужная впадина (лат. acetabulum). 
Парные тазовые кости спереди соединяются при помощи лобкового симфиза, а сзади прикрепляются ушковидными поверхностями к одноимённым образованиям крестца, образуя парные крестцово-подвздошные суставы. Каждая из тазовых костей в свою очередь образована тремя составляющими: подвздошной костью, седалищной костью и лобковой костью, тела которых на наружной поверхности образуют вертлужную впадину (лат. acetabulum)— суставную ямку для головки бедренной кости, с которой образуют тазобедренный сустав.
Парные тазовые кости вместе с анатомическими образованиями, идущими от них и таза к бедренной кости и бедру, посредством которых происходит прикрепление ног к позвоночнику (крестцу), образуют тазовый пояс (пояс нижних конечностей).

### Суставы и связки таза
1. Крестцово-подвздошный сустав (лат. articulatio sacroiliaca) — образован ушковидными поверхностями тазовой кости и крестца. Включает связки: 1) вентральные крестцово-подвздошные (ligg.sacroilica ventralia), 2) дорсальные крестцово-подвздошные (ligg.sacroilica dorsalia) 3) межкостные крестцово-подвздошные (ligg.sacroilica interossea) 4) подвздошно-поясничные (ligg.iliolumbale).
2. Крестцово-копчиковый синдесмоз.
3. Лобковый симфиз (лат. symphysis pubica) — соединяет симфизиальные поверхности обеих лобковых костей, между которыми расположен межлобковый диск (discus interpubicus).
4. Крестцово-бугорная связка (лат. lig. sacrotuberale) — идёт от седалищного бугра к латеральным краям крестца и копчика.
5. Крестцово-остистая связка (лат. lig. sacrospinale) — соединяет седалищную ость с крестцом и копчиком.
6. Запирательная мембрана

Крестцово-подвздошные суставы (левый и правый) показаны красным
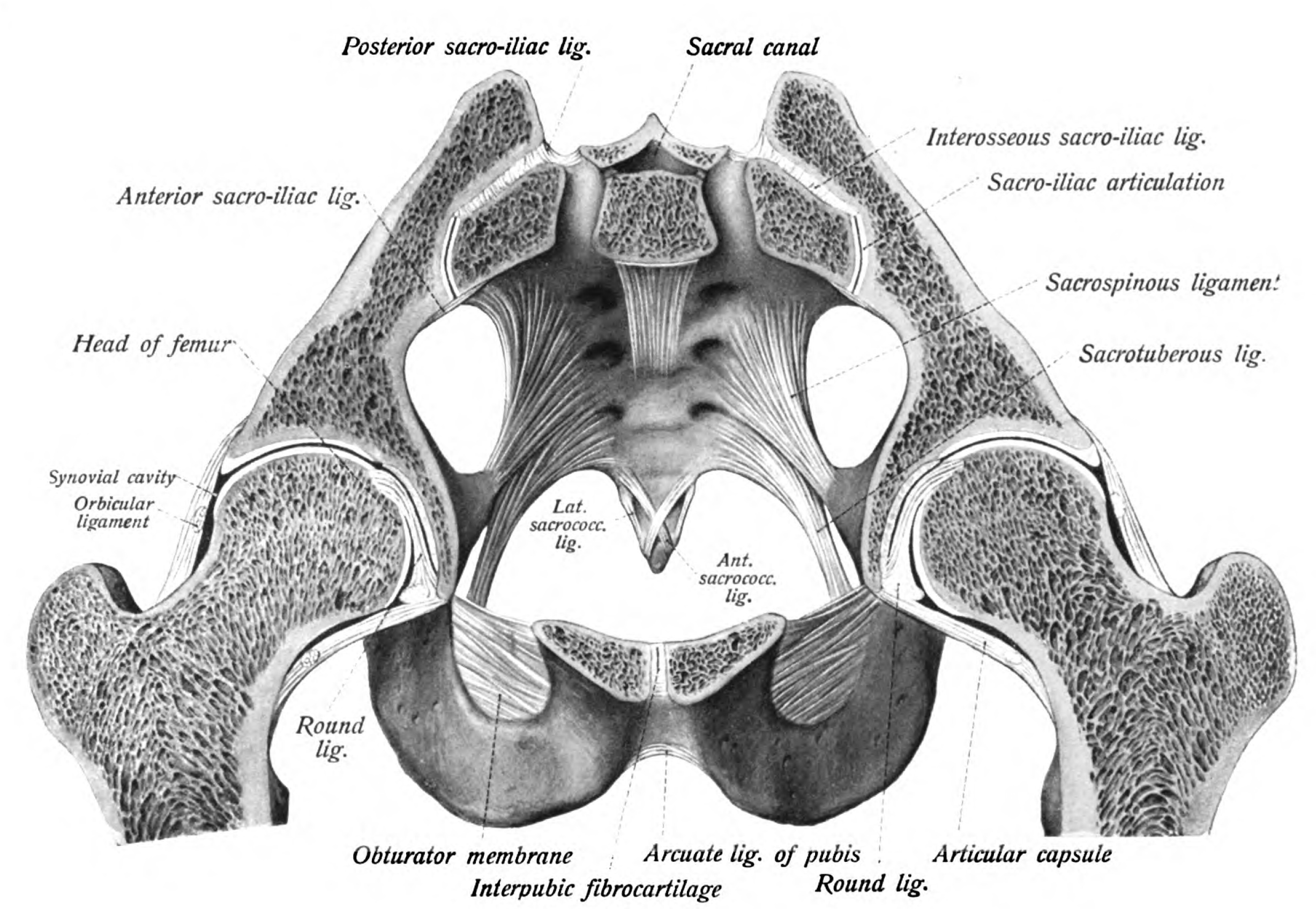
Некоторые из тазовых связок, вид сверху
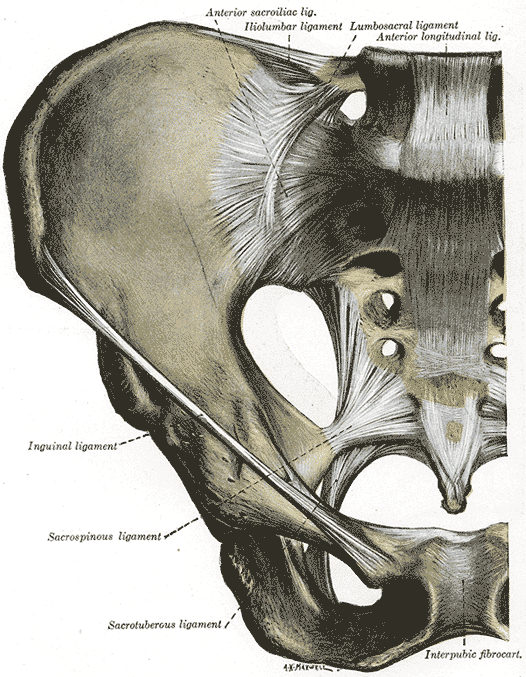
Связки таза, вид спереди правая половина
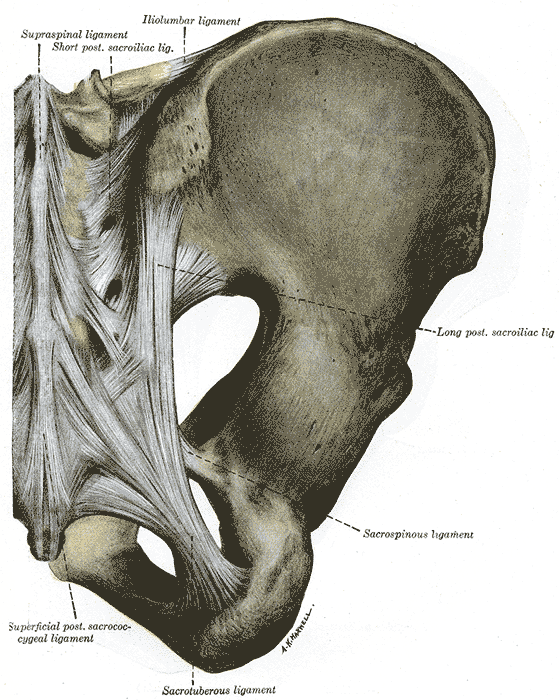
Связки таза, вид сзади правая половина

## Мышцы и фасции таза

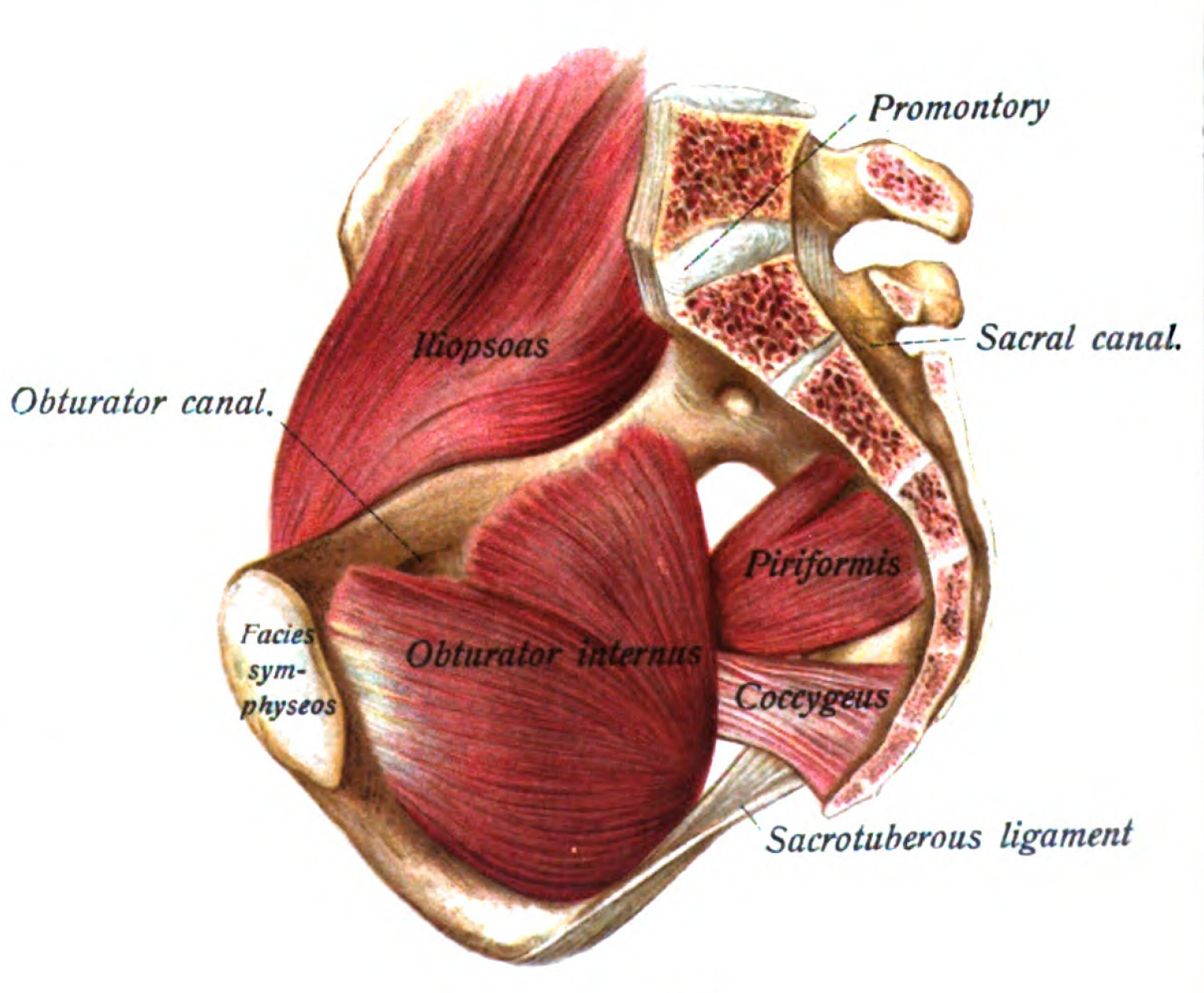
Взаиморасположение некоторых мышц в тазу

## Морфогенез

### Онтогенез
Тазовая кость формируется за счёт трёх центров первичного окостенения и нескольких (до 8 штук) добавочных центров. Первичные центры окостенения, которые образуют подвздошную кость, появляются на 3-м месяце , седалищную кость — на 4-м месяце и лобковую кость — на 5-м месяце внутриутробного периода. В области вертлужной впадины закладки трёх костей соединяются хрящевыми прослойками, в которых к 16-18 годам появляются добавочные центры окостенения. Сращение всех центров окостенения происходит в возрасте 20-25 лет.

## Полость таза и тазовые органы
Таз делят на два отдела: верхний, более широкий — большой таз (лат. pelvis major), и нижний, более узкий — малый таз (лат. pelvis minor), разделённые пограничной линией, проходящей через мыс крестца, дугообразные линии подвздошных костей, гребни лобковых костей и верхний край лобкового симфиза.
Полость большого таза является нижним отделом брюшной полости, здесь лежат органы нижнего отдела брюшной полости; малый таз скрывает мочевой пузырь, прямую кишку, а также у женщин — матку с её придатками и влагалище, у мужчин — предстательную железу и семенные пузырьки.

## Половые особенности

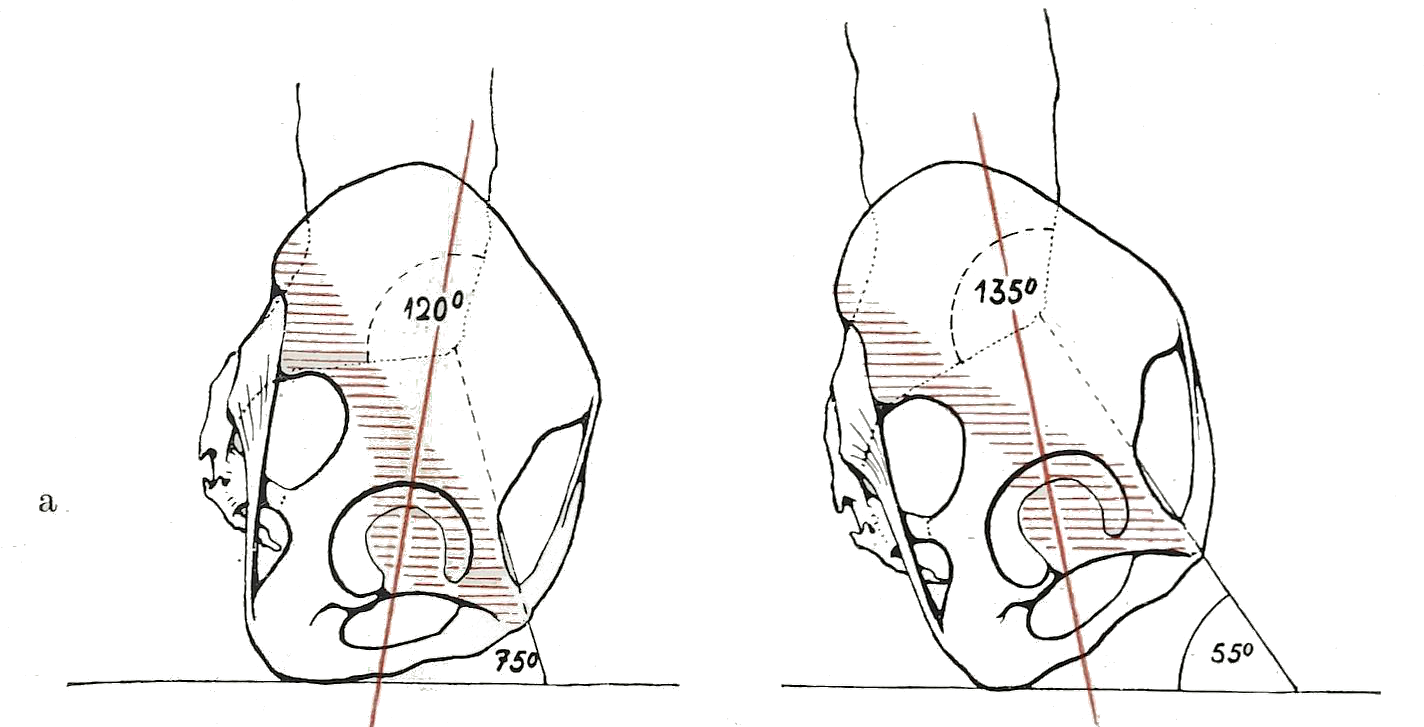
Схематичное изображение зависимости угла наклона таза и направления вертикальной осевой нагрузки от позвоночника к тазобедренному суставу (показано красной линией)

В строении таза у взрослого человека чётко прослеживаются половые особенности и отличия. Особенности в анатомии женского таза проявляются в первую очередь его большим размером, большим объёмом и увеличенной нижней апертурой. Данные анатомические отличия связаны с функцией — таз у женщин является вместилищем развивающегося плода, который впоследствии во время родов проходит через нижнюю апертуру таза. Таким образом таз у женщины шире и ниже, а все его размеры больше, чем у мужчины. Помимо этого кости женского таза тоньше, чем у мужского. Крестец у мужчин вогнутый и более узкий, а его мыс выражено выдаётся вперед. У женщин крестец, наоборот уплощён и более широкий, мыс выражен меньше и не так выдаётся вперёд, благодаря чему верхняя апертура женского таза является более округлой, чем у мужского. Подлобковый угол, под которым происходит соединение нижних ветвей лобковых костей, у мужчин является острым, а у женщин он приближается к прямому или даже тупому углу, его вершина является более закругленной, а ограничивающие его нижние ветви лобковых костей образуют лобковую дугу (аrcus pubis). Лобковый симфиз также характеризуется наиболее выраженными половыми особенностями строения. У женщин он короче по высоте, межлобковый диск более толстый, чем у мужчин. Небольшие движения у женщин в лобковом симфизе возможны во время процесса родовой деятельности, в то время как у мужчин движения в лобковом симфизе отсутствуют.
| Признак                                       | Мужчины                                                    | Женщины                                                                                    |
| --------------------------------------------- | ---------------------------------------------------------- | ------------------------------------------------------------------------------------------ |
| Общий вид таза                                | Узкий и высокий                                            | Широкий и короткий                                                                         |
| Расположение крыльев подвздошной кости        | В большей степени горизонтальное                           | Более горизонтальное                                                                       |
| Крестец                                       | Узкий и длинный                                            | Короткий и широкий                                                                         |
| Подлобковый угол                              | 70-75°                                                     | 90-100°                                                                                    |
| Угол наклона таза                             | 50-55°                                                     | 55-75°                                                                                     |
| Форма полости малого таза                     | Конусообразная                                             | Цилиндрическая                                                                             |
| Форма верхней апертуры, или входа в малый таз | «Карточное сердце» вследствие большого стояния вперед мыса | Округлая                                                                                   |
| Лобковый симфиз                               | Высота около 5,5 см, уже, полости может не быть            | Высота около 4,5 см, толще, мягче, во время беременности прорастает сосудами, разрыхляется |

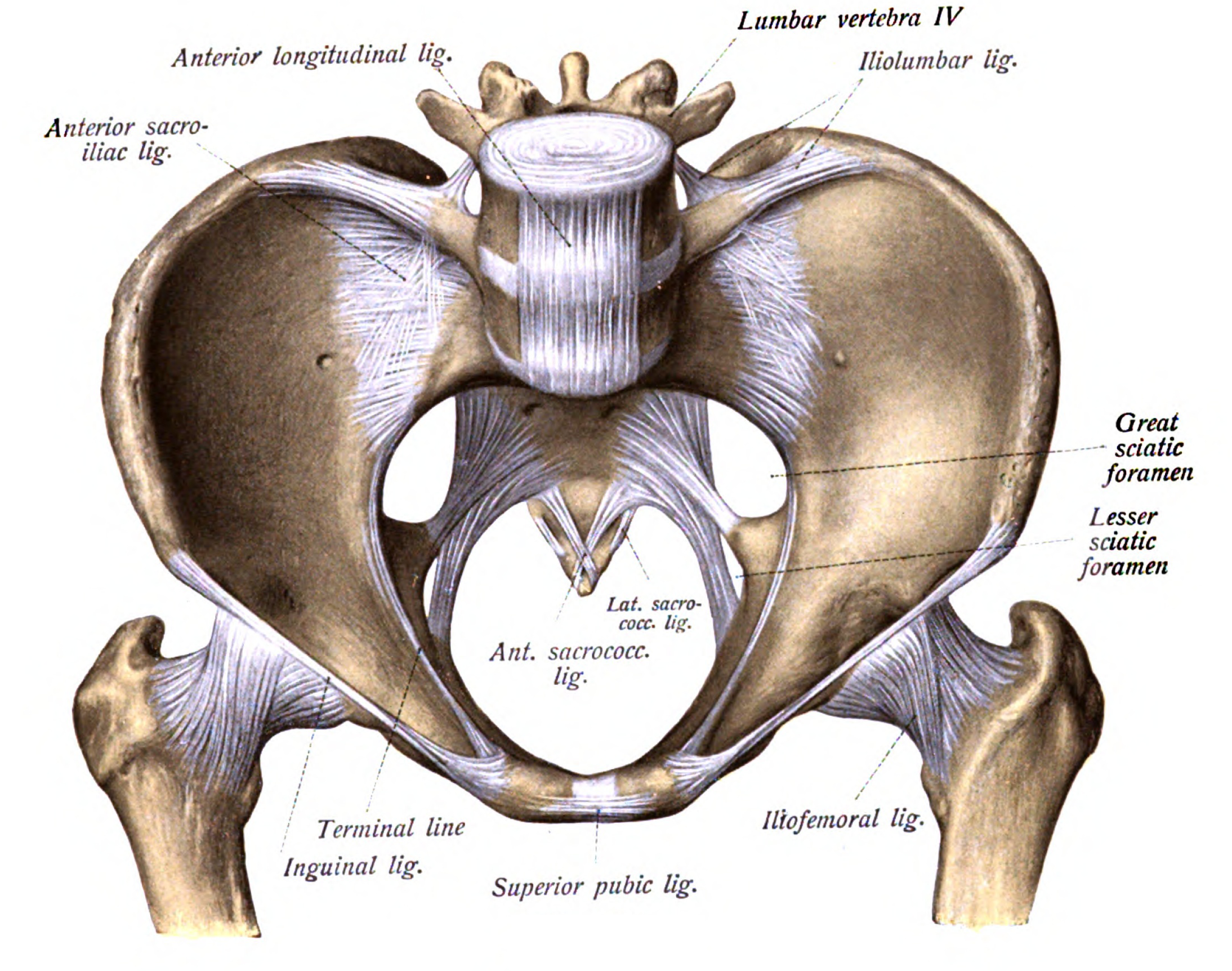
Апертура мужского таза сверху
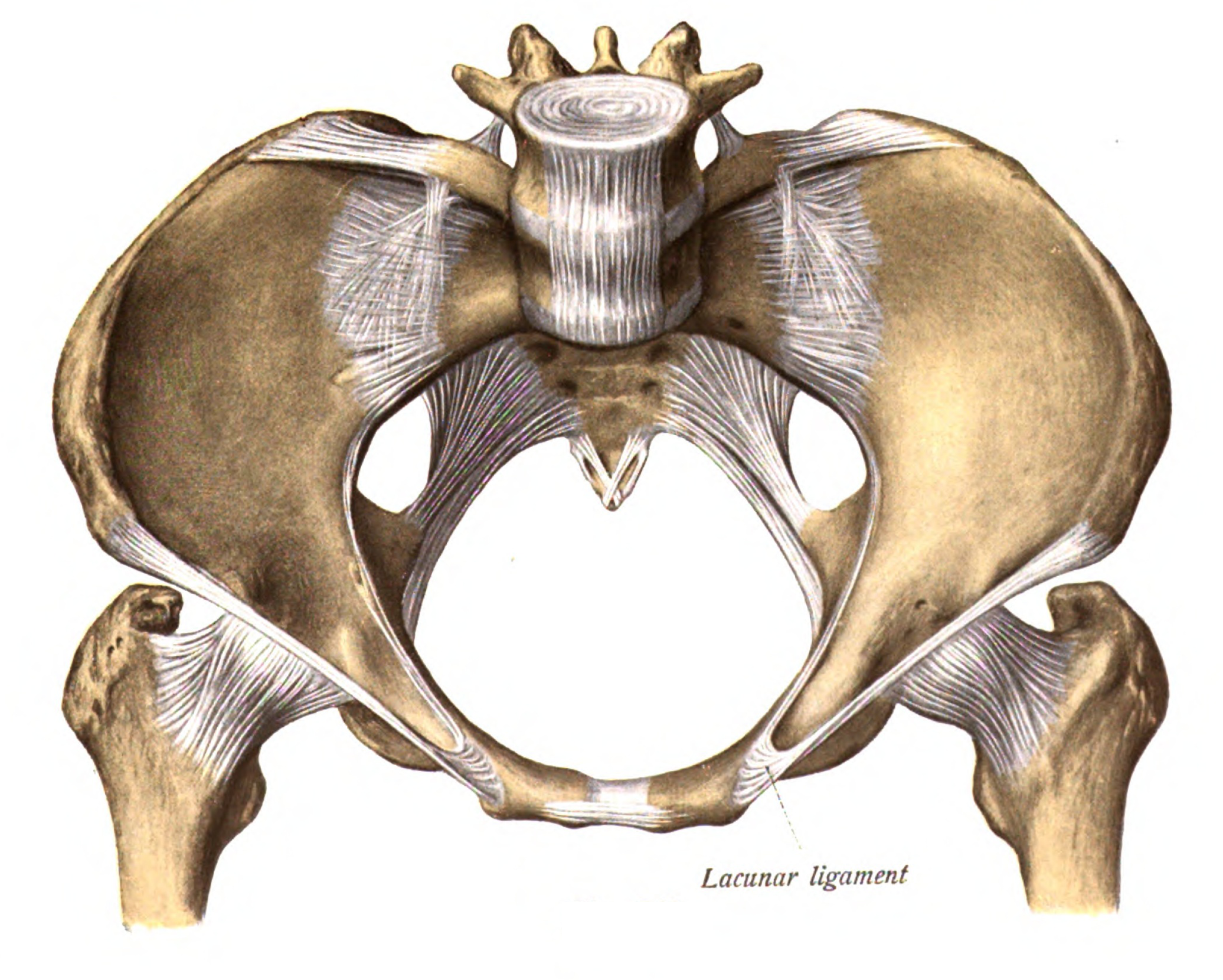
Апертура женского таза сверху
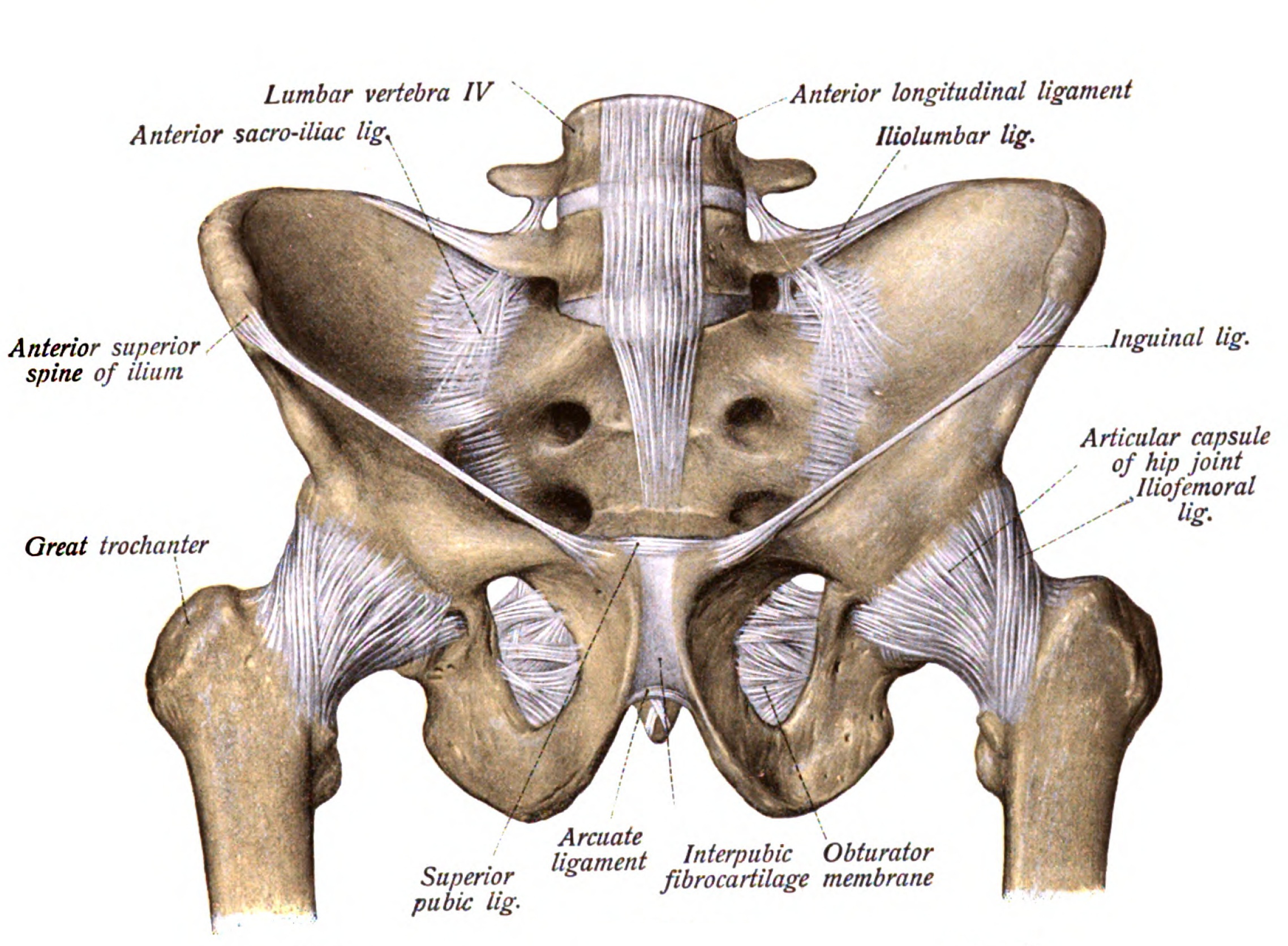
Мужской таз, вид спереди
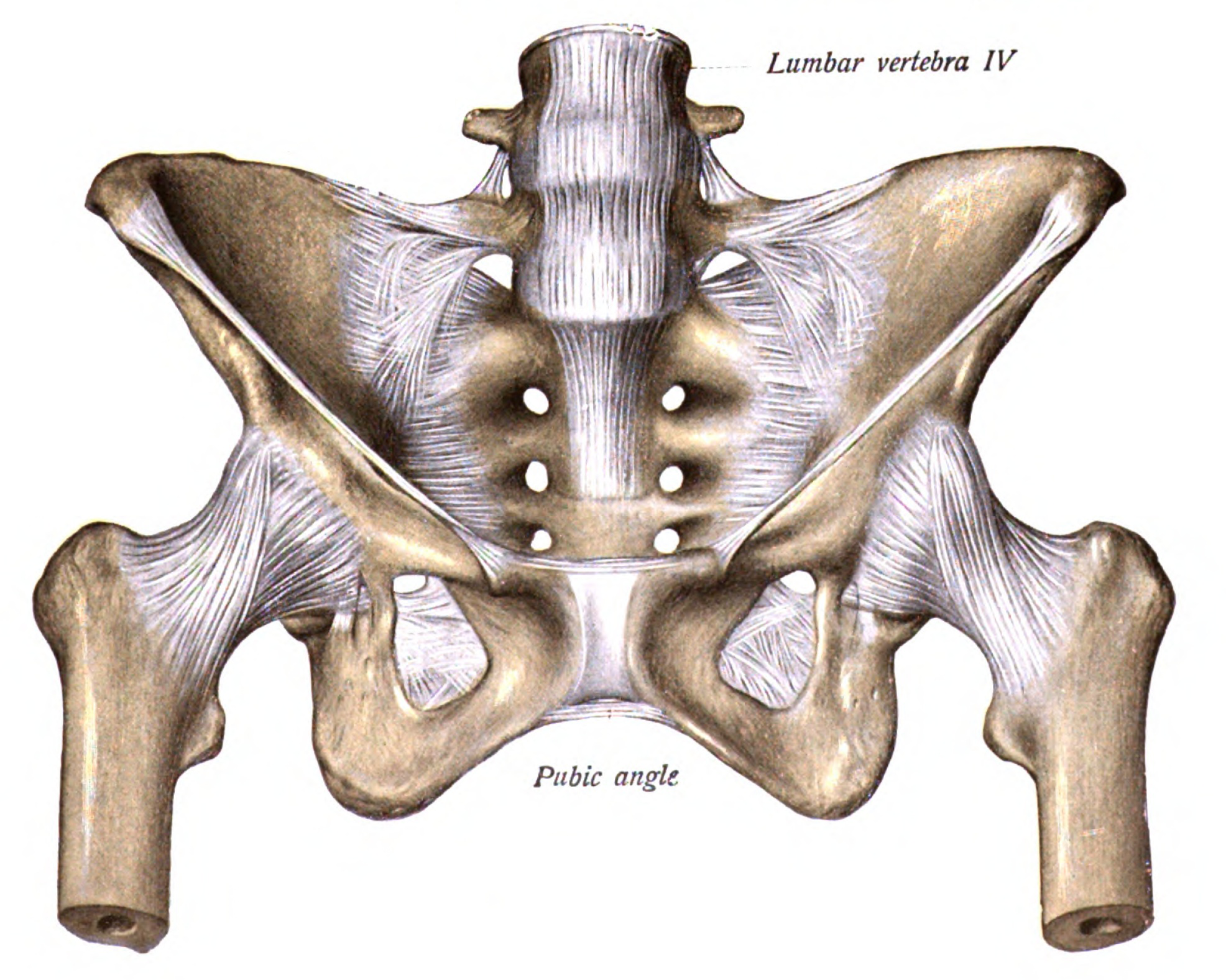
Женский таз, вид спереди
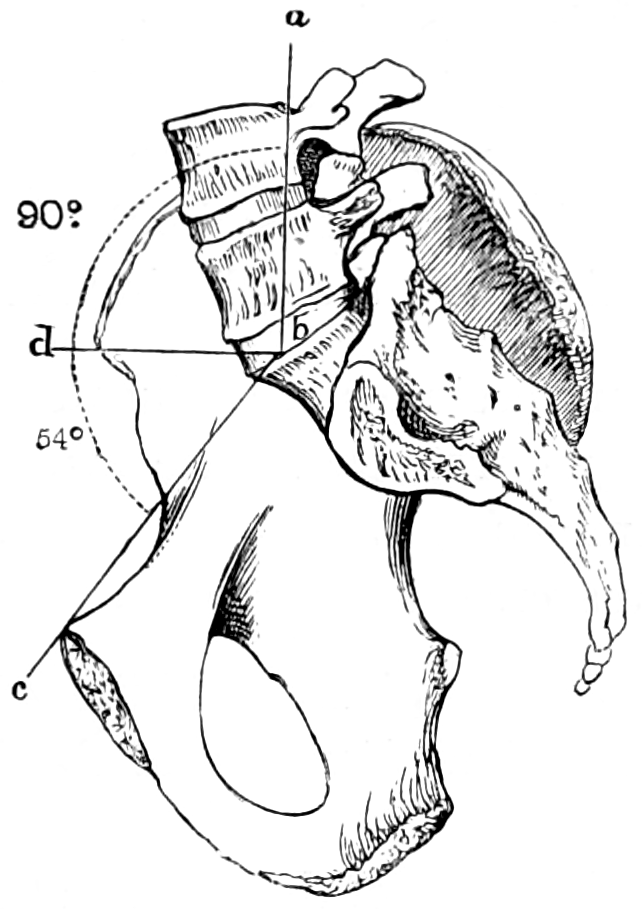
Угол наклона таза (на рисунке = 54°)

## Размеры таза

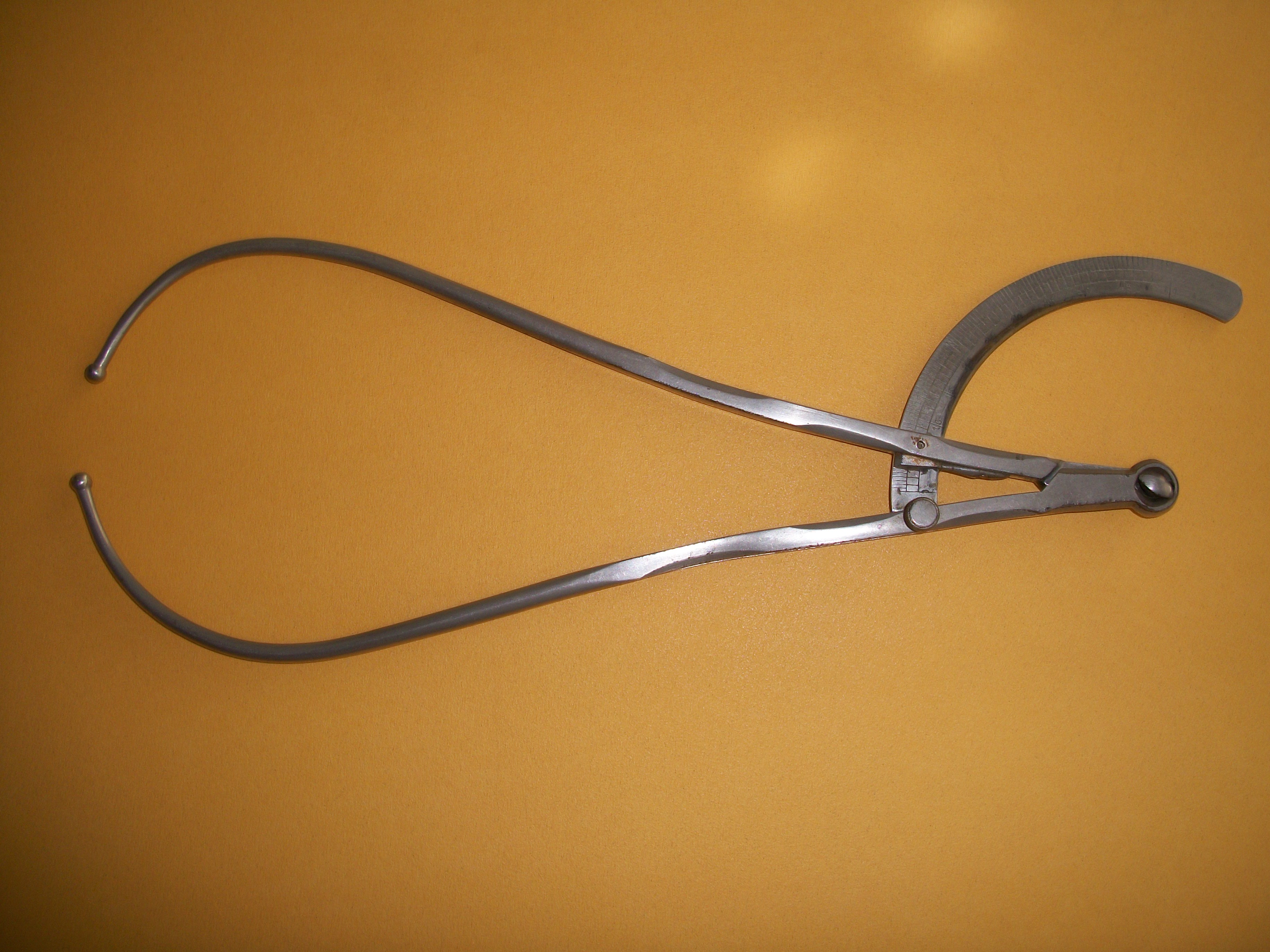
Пельвиметрия Мартина

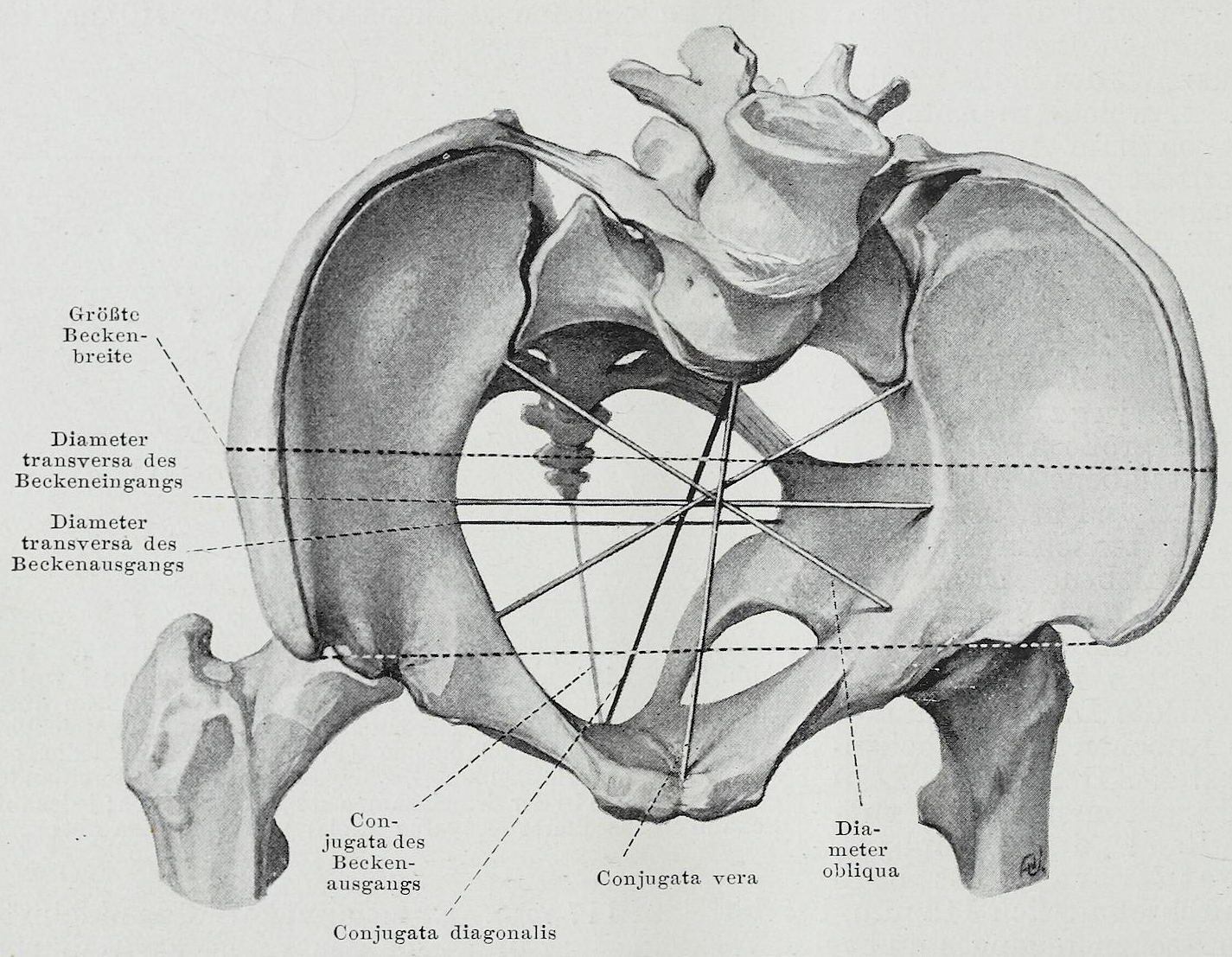
Некоторые из размеров таза, внутренние показаны спицами, наружные — жирным пунктиром

Размеры и форма таза имеют важное значение для родового процесса и подлежат измерению и оценке у всех беременных. Для определения внешних размеров таза у живого человека пользуются измерительным инструментом — тазомером Мартина, внутренние размеры выясняются расчётными методами исходя из внешних, также применяется мануальное исследование через влагалище и ультразвуковые исследования. Рентгенологические исследования, в том числе компьютерная томография, у беременных применяются в исключительных случаях для уточнения в виду нежелательного влияния ионизирующего излучения на плод и красный костный мозг женщины.
Размеры таза (в скобках у мужчин):
- Distantia interspinosa — между верхними передними подвздошными остями — 23-25 (21-23) см
- Conjugata anatomica или diameter recta (анатомическая конъюгата/прямой диаметр верхней апертуры) — между мысом крестца и верхним краем лобкового симфиза — 11,5 (10,8) см
- Diameter transversa (поперечный диаметр верхней апертуры) — наиболее отдалённое между пограничными линиями — 13,5 (12,8) см
- Diameter obliqua (косой диаметр) — между расположенными с противоположных сторон крестцово-подвздошным суставом и подвздошно-лобковым возвышением — 12,0-12,6 (12,0-12,2) см
- Прямой размер таза — между стыком II и III крестцовых позвонков и задней частью середины лобкового симфиза — 12,2 (10,8) см
- Поперечный размер таза — между центрами вертлюжных впадин — 11,5 (10,8)
- Прямой диаметр нижней апертуры — между вершиной копчика и нижним краем лобкового симфиза — 9,5 (7,5)
- Поперечный диаметр нижней апертуры — между седалищными буграми — 10,8 (8,1) см
- Угол наклона таза - угол между горизонтальной плоскостью и плоскостью верхней апертуры таза

### Акушерские размеры женского таза

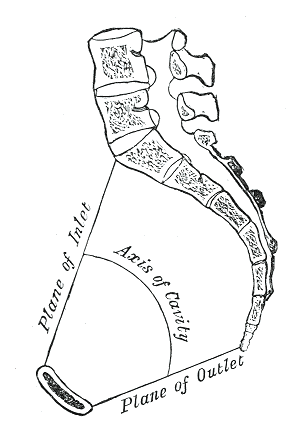
Ось таза (axis pelvis) проходит через середины прямых размеров таза, по её траектории продвигается головка плода при рождении

В гинекологии и акушерстве, кроме упомянутых, имеют значение ещё следующие размеры таза:
- Distantia intercristalis — между подвздошными гребнями тазовых костей — 25-27 см
- Distantia intertrochanterica — между большими вертелами бедренных костей — 28-29 см
- Conjugata vera (истинная гинекологическая конъюгата) — между мысом крестца и самой задней точкой лобкового симфиза — 10,5-11,0 см
- Conjugata diagonalis (диагональная конъюгата) — между мысом крестца и нижним краем лобкового симфиза — 12,5-13,0 см.

Схематичное изображение головки плода в ходе родов и костей таза роженицы без учёта мягких тканей
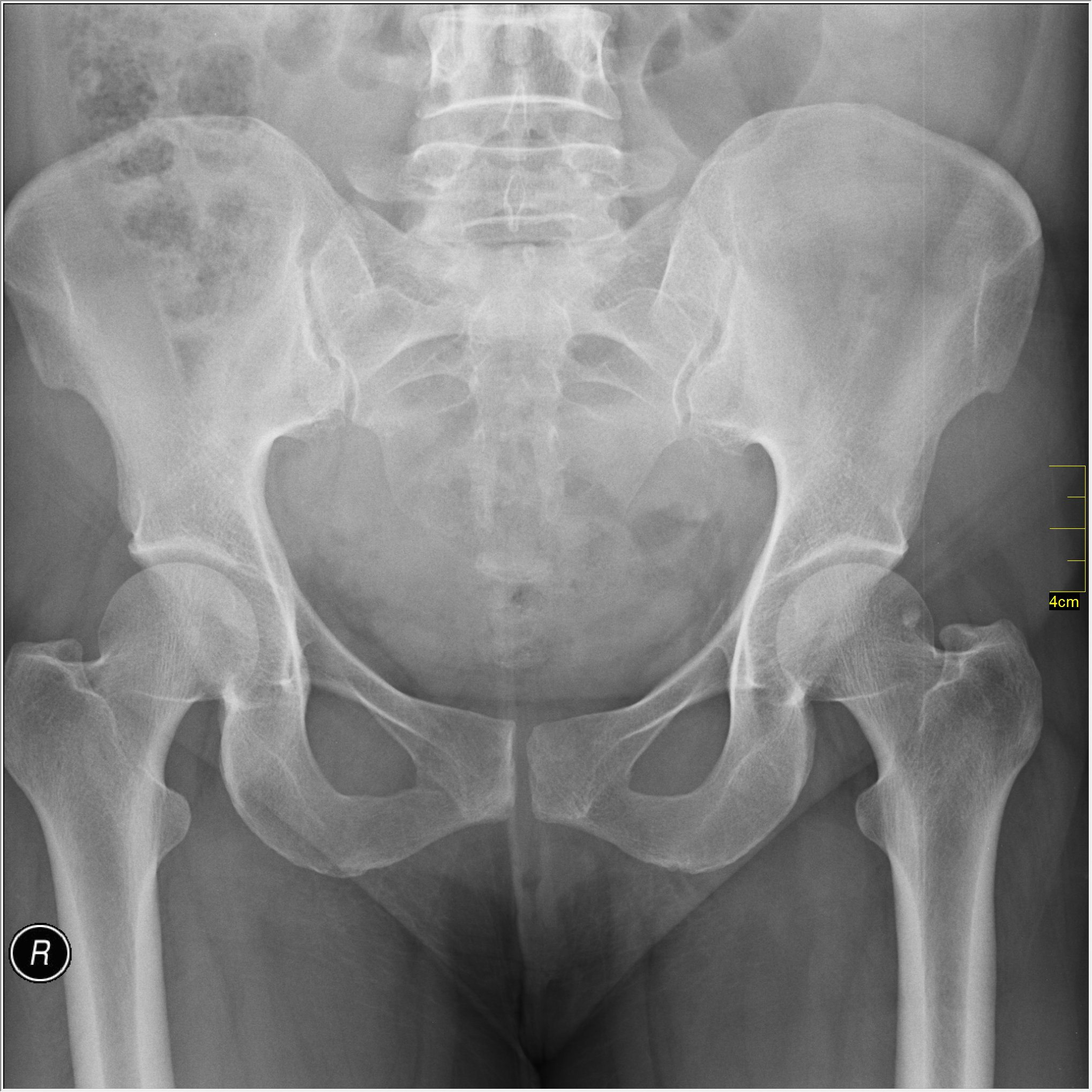
Рентгеновский снимок женского таза в прямой проекции, может использоваться для уточнения размеров таза
Измерение размеров на томограмме низкодозовой компьютерной томографии
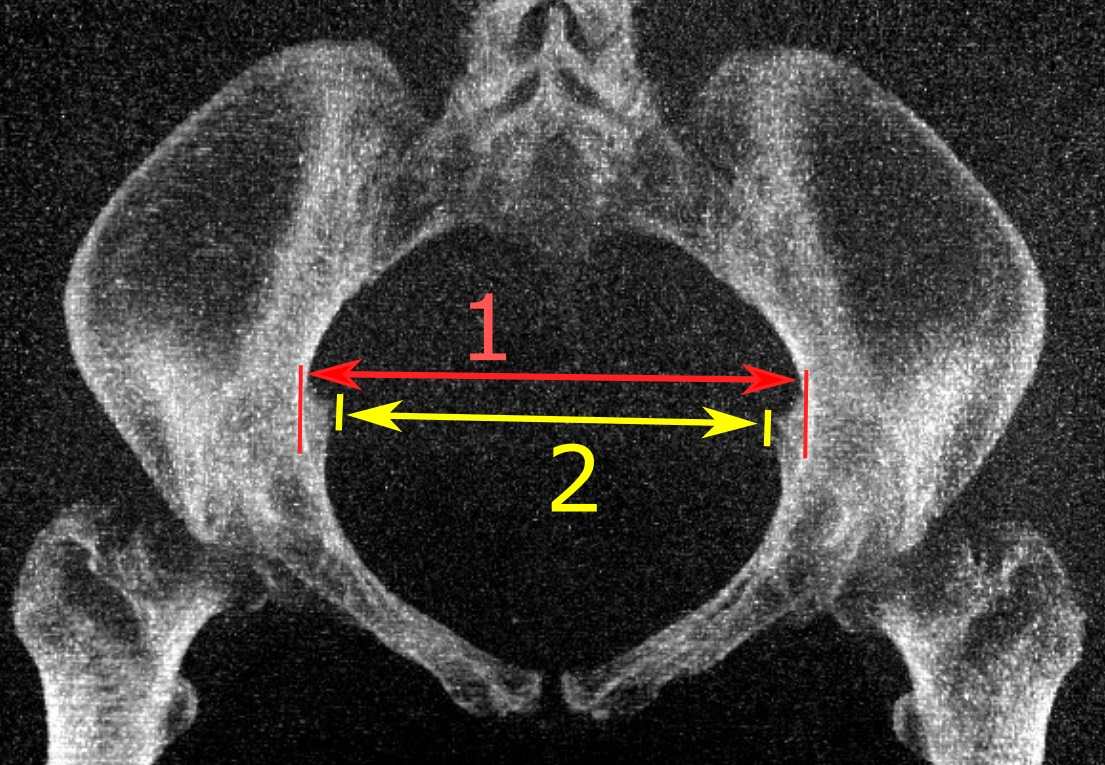
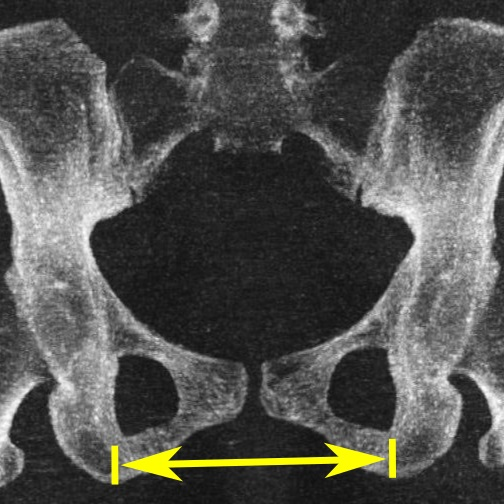
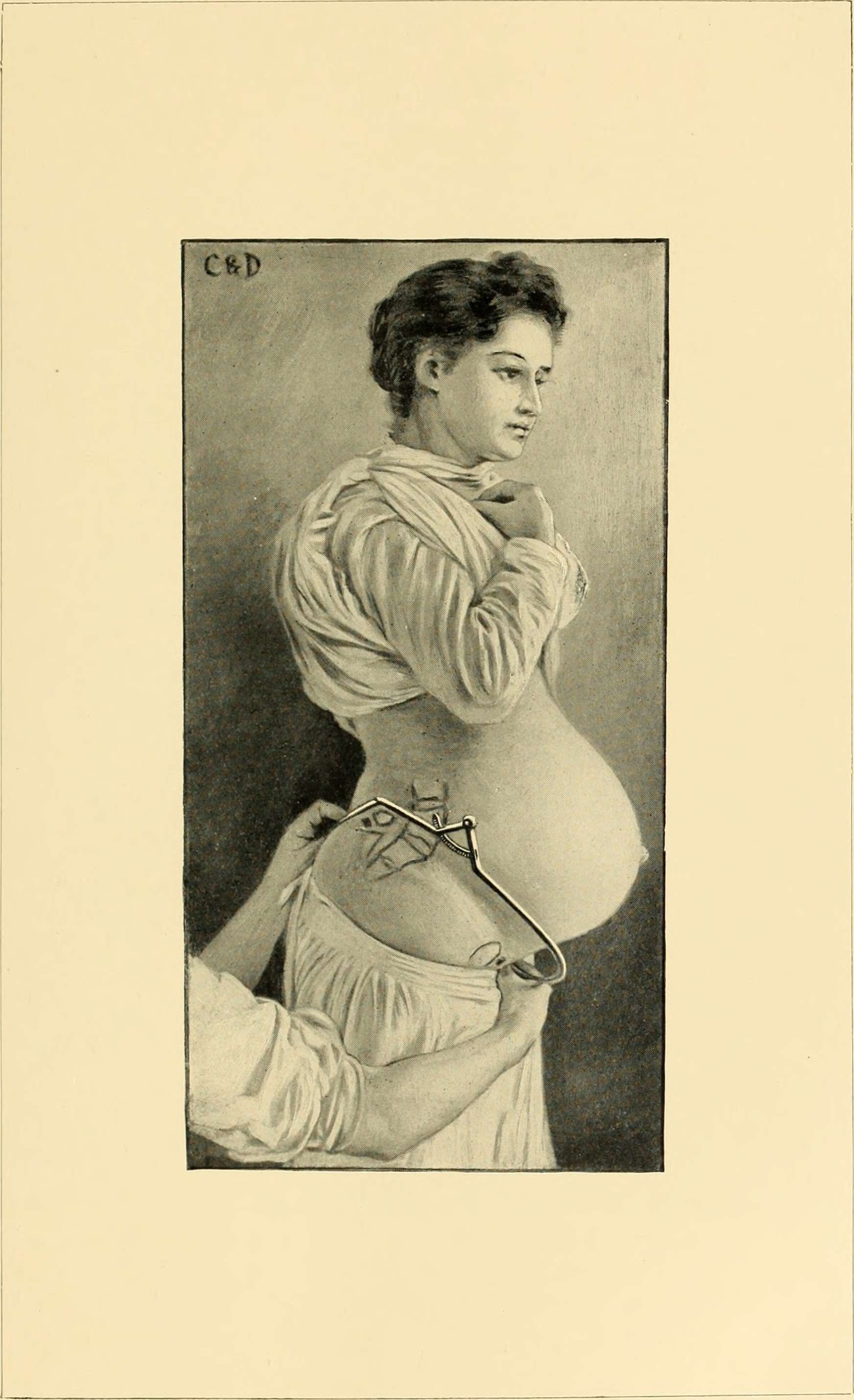
Пельвиметрия
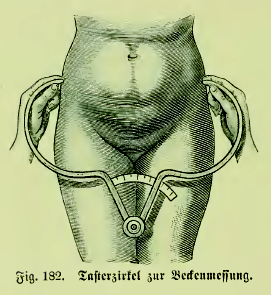
Пельвиметрия
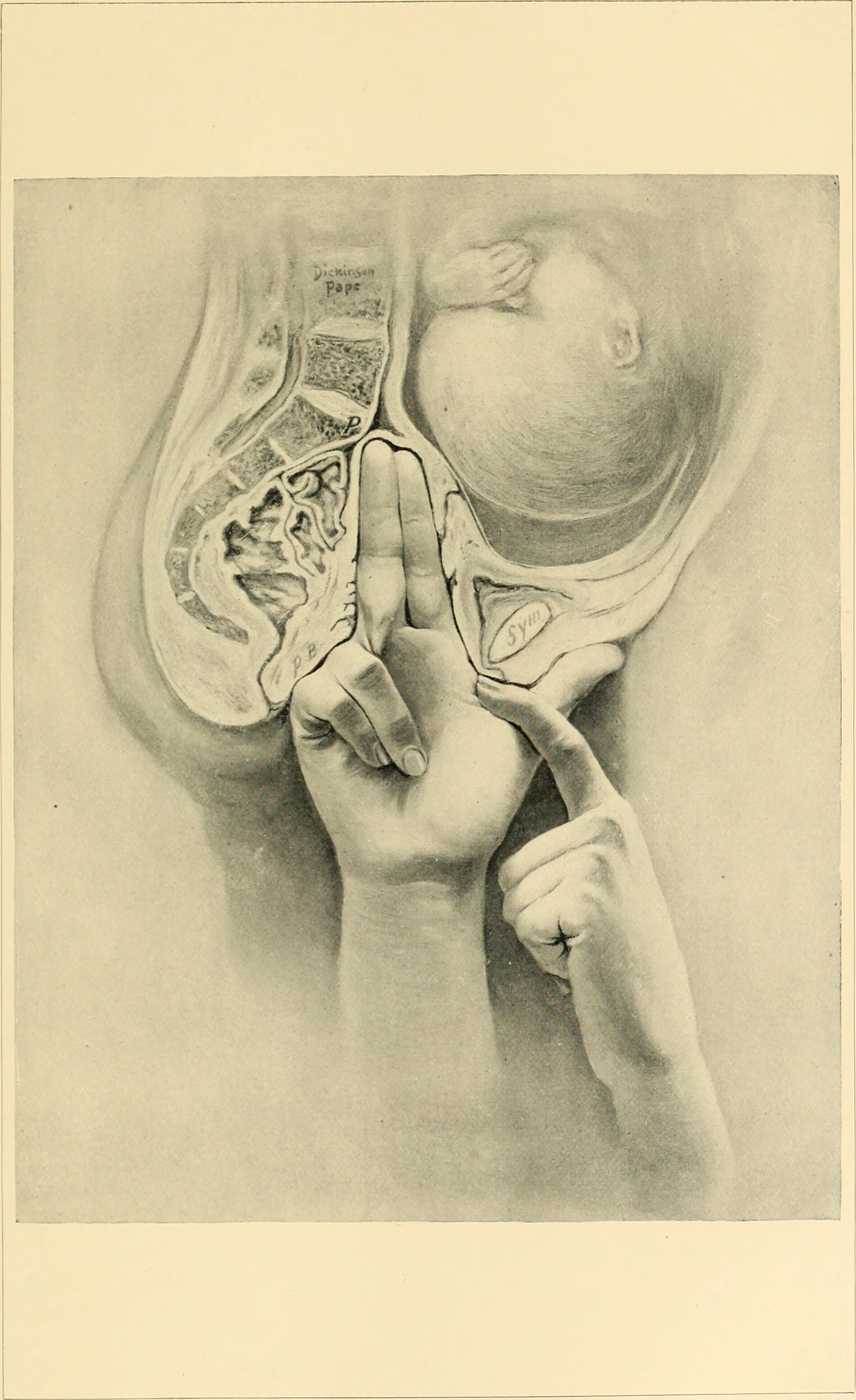
Двупальцевое интравагинальное измерение диагональной конъюгаты

## Патологии таза

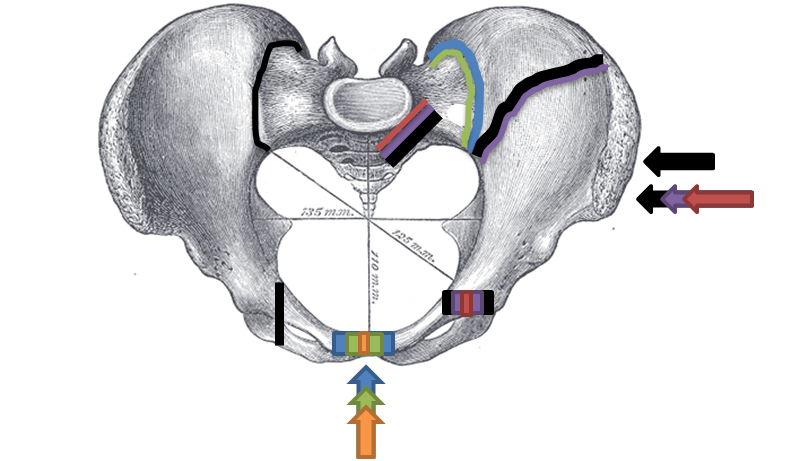
Типичные места переломов костей таза (цветные линии) в зависимости от направления повреждающего воздействия (соответствующего цвета стрелки)

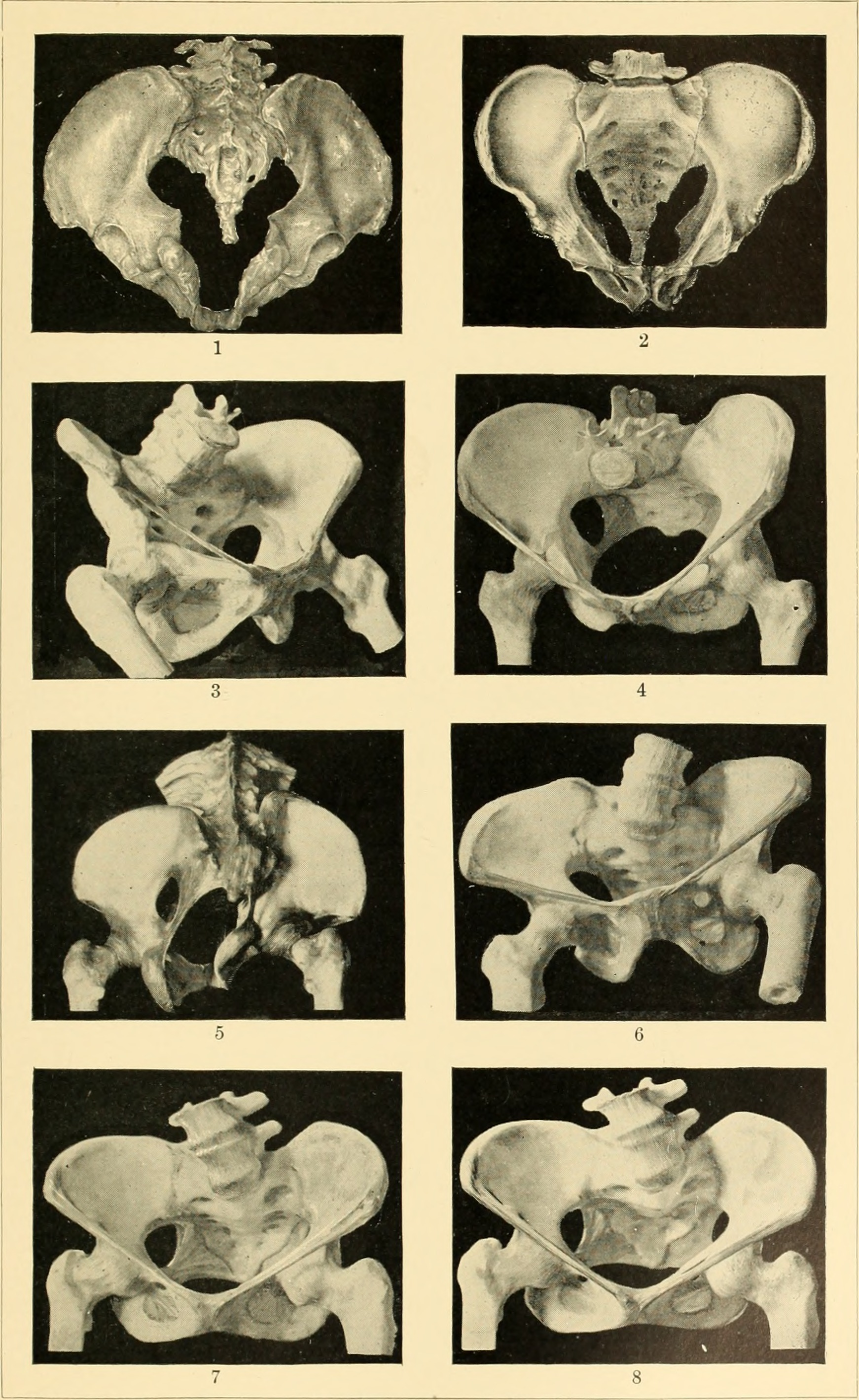
Некоторые патологические формы строения костей таза

Наиболее частыми и опасными травмами таза являются его переломы, из которых наиболее тяжело протекают переломы, сопровождающиеся повреждением органов таза, а также вывихи суставов таза.